# مرینیا
مرینیا (به فرانسوی: Mérignat) یک کمون در فرانسه است که در Canton of Poncin واقع شده‌است.

## خصوصیات
مرینیا ۳٫۱۷ کیلومترمربع مساحت و ۱۳۶ نفر جمعیت دارد و ۳۸۵ متر بالاتر از سطح دریا واقع شده‌است.